# Panicum shinyangense
Panicum shinyangense är en gräsart som beskrevs av Stephen Andrew Renvoize. Panicum shinyangense ingår i släktet vipphirser, och familjen gräs. Inga underarter finns listade i Catalogue of Life.